# Bonlòc (Gers)
Bonlau (en francès Boulaur) és un municipi francès situat al departament del Gers i a la regió d'Occitània.

## Geografia

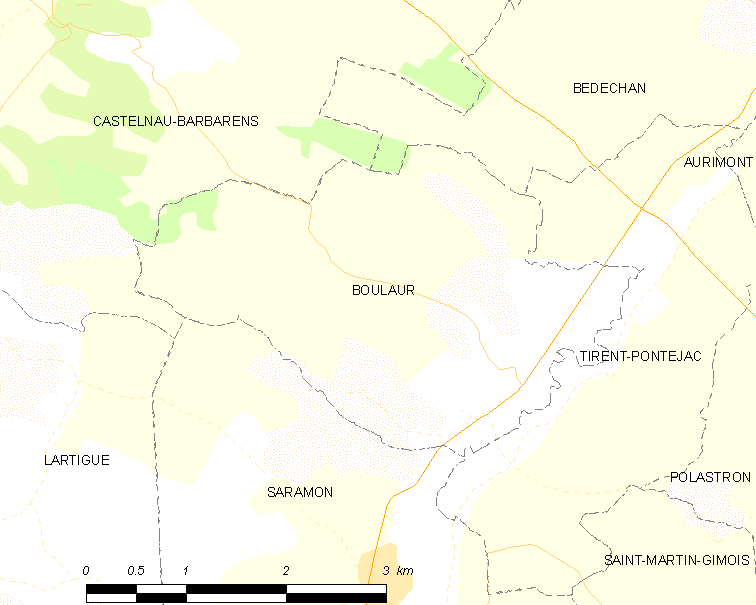
Mapa de la comuna de Bonlòc

## Administració
| Període   | Identitat         | Partit        |
| --------- | ----------------- | ------------- |
| 1919-1937 | Ludovic Magnoac   |               |
| 1937-1945 | Stanislas Abadie  |               |
| 1945-1953 | Alphonse Dupin    |               |
| 1953-1964 | Louis Cazabon     |               |
| 1964-1989 | Pierre Dartigues  |               |
| 1989-2006 | Gilbert Dartigues | Divers droite |
| 2006-     | Jean-Paul Ruetsch |               |

## Demografia
| Evolució de la població |      |      |      |      |      |      |      |      |
| 1793                    | 1800 | 1806 | 1821 | 1831 | 1836 | 1841 | 1846 | 1851 |
| 346                     | 228  | 374  | 438  | 449  | -    | 438  | 433  | 412  |

| 1856 | 1861 | 1866 | 1872 | 1876 | 1881 | 1886 | 1891 | 1896 |
| ---- | ---- | ---- | ---- | ---- | ---- | ---- | ---- | ---- |
| 443  | 431  | 473  | 422  | 431  | 408  | 379  | 395  | 345  |

| 1901 | 1906 | 1911 | 1921 | 1926 | 1931 | 1936 | 1946 | 1954 |
| ---- | ---- | ---- | ---- | ---- | ---- | ---- | ---- | ---- |
| 330  | 296  | 299  | 247  | 227  | 208  | 197  | 219  | 203  |

| 1962 | 1968 | 1975 | 1982 | 1990 | 1999 | 2006 | 2011 | 2016 |
| ---- | ---- | ---- | ---- | ---- | ---- | ---- | ---- | ---- |
| 133  | 163  | 154  | 140  | 126  | 128  | -    | -    | -    |

| 2019 | - | - | - | - | - | - | - | - |
| ---- | - | - | - | - | - | - | - | - |
| -    | - | - | - | - | - | - | - | - |